# Volodymyr Smyrnov
Pour les articles homonymes, voir Vladimir Smirnov et Smirnov.
Volodymyr Viktorovytch Smyrnov ou Vladimir Viktorovitch Smirnov (en ukrainien : Володимир Вікторович Смирнов, en russe Влади́мир Ви́кторович Смирно́в), né le 20 mai 1954 à Roubejnoïe en RSS d'Ukraine et mort le 27 juillet 1982 à Rome, est un escrimeur soviétique ukrainien pratiquant le fleuret.

## Carrière
Pratiquant de nombreux sports, Smirnov voit son potentiel en escrime détecté rapidement. Il est placé sous la houlette du maître d'armes Victor Bykov et remporte en 1977 son premier titre national. Deux ans plus tard, il devient champion du monde par équipes. Lors des Jeux olympiques d'été de 1980 à Moscou, il remporte l'or au fleuret individuel, l'argent au fleuret par équipes et le bronze à l'épée par équipes. Il renforce sa domination en obtenant la médaille d'or au championnat du monde d'escrime l’année suivante au fleuret individuel et par équipes.

## Décès

Le buste de Vladimir Smirnov sur sa tombe au cimetière de Loukianivka à Kiev.

Smirnov arrive favori aux championnats du monde d'escrime de Rome en 1982. Le 19 juillet, l'URSS affronte la RFA en quarts-de-finale de l'épreuve par équipes. Lors d'un relais, Smirnov tire contre le champion allemand Matthias Behr. Lors d’un contact, la lame de Behr casse net contre la poitrine de Smirnov, traverse le masque de Smyrnov au niveau de la bouche, vient se planter au travers de son œil et pénètre dans le cerveau. Tombé dans un coma de stade 2, il est évacué de la piste en urgence puis reçoit les premiers soins de la part de l'équipe médicale en place. La compétition reprend sur demande des autorités sportives soviétiques, qui cachent à ses coéquipiers l’état réel de Smirnov. L’équipe emmenée par Aleksandr Romankov remporte le titre de champion du monde. Smirnov meurt quelques jours plus tard à l'hôpital Gemelli de Rome.
La presse rend un hommage unanime au talent de Smirnov et à son caractère sportif et rappelle les multiples accidents, parfois mortels, survenus en escrime. En l'occurrence, aucune erreur logistique n'a été commise : le masque de Smirnov était neuf, conforme aux normes de sécurité et avait été régulièrement contrôlé ; la lame de Behr ne présentait pas de défaut. En septembre 1982, la Fédération internationale d'escrime convoque une réunion chargée de travailler sur la sécurité des tireurs. Plusieurs solutions sont envisagées, comme l'utilisation d'armes en plastique ou l'interdiction de la poignée orthopédique, jugée plus dangereuse que les poignées française ou italienne. La fédération italienne lance de son côté un prix pour un dispositif de sécurité en cas de rupture de la lame. Des mesures sont prises au 64e congrès de la FIE en mai 1983, présentées explicitement comme découlant de l'accident mortel de Smirnov, et plus généralement tous les congrès de la FIE prévoient désormais des travaux sur la sécurité. Finalement, la FIE adopte des normes de sécurité beaucoup plus sévères, avec l’adoption de nouveaux alliages pour la confection des lames, le renforcement des masques et des tenues avec l’adoption de kevlar comme matériau de base de la confection des équipements, ainsi que le recours à la sonde à courants de Foucault pour le contrôle des lames.

## Palmarès

### Jeux olympiques
- 1980 à Moscou,  Union soviétique
  -  Médaille d'or au fleuret en individuel
  -  Médaille d'argent au fleuret par équipes
  -  Médaille de bronze en épée par équipes

### Championnats du monde
- 1981 à Clermont-Ferrand,  France
  -  Champion du monde au fleuret par équipes
  -  Champion du monde au fleuret en individuel
- 1979 à Melbourne,  Australie
  -  Champion du monde au fleuret par équipes
- 1978 à Hambourg,  Allemagne de l'Ouest
  -  Médaille de bronze au fleuret par équipes
- 1977 au Buenos Aires,  Argentine
  -  Médaille de bronze au fleuret par équipes